# Sigismund Kęstutaitis
Sigismund Kęstutaitis (litovsko Žygimantas I Kęstutaitis, belorusko Жыгімонт Кейстутавіч, Žigomont Kejstutavič, poljsko Zygmunt Kiejstutowicz, ukrajinsko Сигізмунд Кейстутович, Sigismund Kejstutovič) je bil od leta 1432 do 1440 veliki vojvoda Litve, * okoli 1365, grad Trocki, Velika litovska kneževina, † 20. marec 1440, grad Trocki, Velika litovska kneževina.
Sigismund je bilo njegovo krstno ime. Njegovo prejšnje ime ni znano. Bil je sin velikega litovskega vojvode Kęstutisa in njegove žene Birute.
Sigismund je bil po Kęstutisovi smrti od leta 1382 do 1384 Jogailov ujetnik in bil leta 1383 krščen po katoliškem obredu. Naslednje leto je pobegnil iz ujetništva in se pridružil svojemu bratu Vitoldu Velikemu, zavezniku Tevtonskega viteškega reda. Ko se je Vitold drugič povezal s tevtonskimi vitezi za vojno proti Skirgaili, so bili Sigismund in njegovi družinski člani od leta 1389 do 1398 talci tevtonskih vitezov. Od leta 1390 do 1440 je bil vojvoda Navahradaka in od leta 1406 vojvoda Staroduba.  Sodeloval je v bitkah pri Vorskli in Grunwaldu. Po Vitoldovi smrti je v boju proti Poljski podprl svojega bratranca Švitrigailo, pozneje pa so ga plemiči prepričali, da se je pridružil zaroti proti njemu.
1. septembra 1432 je Sigismund postal veliki litovski vojvoda. Z Jogailo je sklenil Grodensko unijo in Poljski odstopil nekaj ozemlja v Podolju in Voliniji. Švitrigaila je bil še vedno dejaven in imel podporo številnih pravoslavnih plemičev. Leta 1434 je poskušal pridobiti podporo teh plemičev in objavil privilegij, s katerim je njihove pravice izenačil s pravicami rimokatolikov. Zagovarjal je načelo, da nobenega plemiča, ne glede na vero, ne morejo zapreti ali kaznovati brez sodne odredbe. Privilegij je bil pomemben razvojni korak in je pospešil oblikovanje fevdalnega družbenega sistema.
Sigismundova vojska je premagala Švitrigailovo v bitki pri Wiłkomierzu 1. septembra 1435. Livonski red, zaveznik Švitrigaile, je doživel velik poraz. Potem ko je Sigismund okrepil svoj položaj v Litvi, je poskušal zrahljati svoje vezi s Poljsko in se med letoma 1438 in 1440 pogajal z Albertom Ogrskim, ki je bil tudi nemški kralj, za protipoljsko zavezništvo. Pogajanja je prekinil njegov umor na gradu na polotoku Trakai 20. marca 1440, ki so ga zagrešili Švitrigajlovi privrženci, morda pod vodstvom Aleksandra  Czartorskega. Pokopan je bil v Vilnski stolnici sv. Stanislava.
Sigismund je imel sina Mihaela Boleslava,  ki je umrl malo pred 10. februarjem 1452.

## Vira
- Dundulis, Bronius (2004). »Žygimantas I Kęstutaitis«.  V Spečiūnas, Vytautas (ur.). Lietuvos valdovai (XIII-XVIII a.): enciklopedinis žinynas (v litovščini). Vilnius: Mokslo ir enciklopedijų leidybos institutas. str. 94–96. ISBN 5-420-01535-8.
- Ochmański, Jerzy (1990). Historia Litwy (v poljščini). Wrocław: Ossolineum. str. 85–87. ISBN 83-04-03107-8.

| Sigismund Kęstutaitis GediminovičiRojen: ok. 1365 Umrl: 10. februar 1440 |                                                                        |                        |
| Predhodnik: Švitrigaila                                                  | Veliki litovski vojvoda kot regent Jogaile in Vladislava III 1432–1440 | Naslednik: Kazimir IV. |